# Фамагуста
Фамагуста или Амохостос (тур. Gazimağusa, Газимагуса, грч. Αμμόχωστος, Амохостос) је четврти по величини и значају град на Кипру, у делу под турском окупацијом (тзв. Северни Кипар). Званично град је седиште истоименог округа Фамагуста.
Амохостос је вековима био највећа кипарска лука.

## Географија
Фамагуста се налази на источној обали острва Кипар. Од главног града Никозије је удаљена 60 km источно.
Рељеф Фамагуста се налази на обали Средоземног мора, у равничарском подручју, на 0–15 m надморске висине. Иза града се пружа највећа равница Кипра — Месаорија.
Клима у Фамагусти је средоземна са елементима сушне, степске климе. Просечна годишња температура је чак 25 подеока, а падавина има мало — око 350 mm/m².
Воде: Фамагуста се налази у источном Средоземљу (познатом и као Левантско море). Град се одувек развијао као важно острвско пристаниште, будући да је на овом месту најдубљи газ за бродове дуж целе кипарске обале. У копненом делу града има пар малих и безначајних водотока, који често пресушују.

## Историја
Иако је подручје данашњег града насељено још од времена праисторије, прво стално насеље на данашњем месту се јавља 300. п. н. е. под називом Arsinoe. Вековима је ово насеље било мало и без већег значаја.
Кључна година за развој града је била 1192. г., када су Кипар освојили Лизињани. Како је положај насеља био изванредан за развој пристаништа ускоро се ту јавља утврђени град са луком. У 13. веку град постаје средиште трговине у источном Средоземљу. У то време то је богат и развијен град. 1372. године град преузима Ђенова, а потом, 1489. године Млеци, али град не губи значај и богатство.
Године 1571. град освајају Турци Османлије, као последње упориште Запада на Кипру. Под новим освајачима град донекле губи значај, али не пропада. Тада се у Фамагусти граде нове грађевине и град добија источњачки изглед.
Берлинским конгресом 1878. године Велика Британија добија Кипар за колонију. Британци поново започињу изградњу луке и тиме развој града. Граде се нове зграде, улице, целе четврти. У то време образује се данашњи савремени град, познат и као Вароша, при чему старо градско језгро у зидинама насеља турско становништво, док новоизграђени део из 19. века насељава грчко становништво.
Независношћу Кипра 1960. године, Фамагуста поново добија на значају као најважније пристаниште нове државе. Посебно се развија туристичка привреда у виду низа нових хотела-небодера у јужном делу града. Град је давао око половину државних прихода од туризма, а лука је давала 83% карго промета у држави. У граду је била веома развијена лака индустрија. Томе је у прилог ишло богато равничарско залеђе Месаорије. У ово време град је имао око 40 хиљада становника, већинских Грка (67%) и мањинских Турака (22%) и осталих.
Године 1974. турска војска је окупирала северну трећину Кипра, заједно са Фамагустом и већим делом Месаорије. Месни Грци беже на југ земље и град остаје полупразан. Грчки део града завојевач је оградио и он је до данас остао „град духова“. Град већ деценијама пропада. Данас у њему живи око 40 хиљада становника, готово у целости Турака. Већина њих су пресељеници из Турске.

## Становништво
| Година       |
| Становништво |
| ------------ |

Фамагуста данас има око 40 хиљада становника у градским границама, готово у целости Турака. Већина њих су пресељеници из Турске, а мањи део води порекло од кипарских Турака.

## Привреда
После окупације 1974. године привреда Фамагусте је нагло пропала и до данас се није опоравила. Град је данас слабо развијен и ослоњен на скромну лаку индустрију и пољопривредно залеђе.

## Партнерски градови
- Патра
- Измир
- Струга
- Анталија
- Латакија
- Мисолонги
- Крф
- Текирдаг
- Атина

## Галерија
- Аја Зони, једна од градских православних цркава
- Некадашња катедрала, данас џамија
- Остаци средњовековних палата
- Зидине старе Фамагусте